# Isole della Marmorata
Le isole de La Marmorata (in gallurese Isuli di la Marmorata, in corso Isuli di a Marmurata, in sardo Isulas de sa Marmorata) sono un gruppo di isolotti del mar Tirreno situati nell'omonima località, nella Sardegna settentrionale.

Appartengono amministrativamente al comune di Santa Teresa Gallura e si trovano di fronte alla bellissima spiaggia de La Marmorata dalla quale, oltre alle omonime isolette, si vede sullo sfondo la Corsica.